# ニューヨーク市立大学シティ・カレッジ
ニューヨーク市立大学シティカレッジ（ニューヨークしりつだいがくシティカレッジ、The City College of the City University of New York）は、ニューヨーク州ニューヨーク市マンハッタン区ハーレムにキャンパスを置く、アメリカ合衆国の公立大学。略称は、City College of New York、The City College、City、CCNY。
ニューヨーク市立大学(City University of New York)を構成する総合大学の一つで11校ある四年制大学のうちの1つ。米国最古の公立大学の一つで、1847年設立のフリーアカデミー(Free Academy of the City of New York)から始まった。

## 歴史

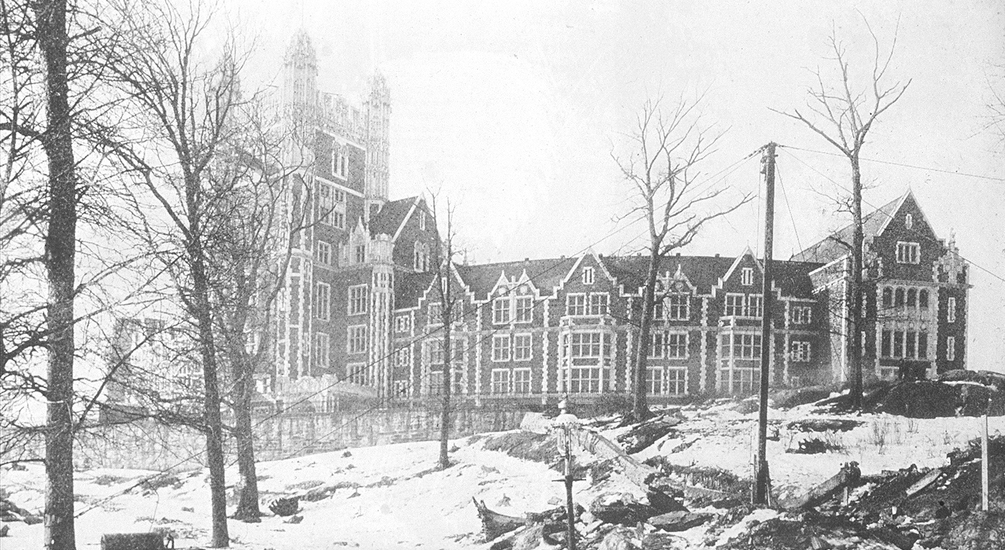
セントニコラス通りから見るShepard Hallの古い写真

1847年、前身となるニューヨーク市の高等教育機関「フリーアカデミー」として創立。創設者は、ニューヨーク市教育局長として公共政策に尽力し、後年に初代駐日公使として来日、1858年に日米修好通商条約を締結したタウンゼント・ハリス。ニューヨーク市立大学システムの起源となった大学で、1866年に現在のシティカレッジという名前になった。170年を超える伝統と歴史を持つ名門校で、2014年の時点でシティカレッジの卒業生の中から10人のノーベル賞受賞者を輩出する。ニューヨーク市立大学全体では13人の受賞者となる。
アイビー・リーグとして代表されるアメリカのトップ私立学校がプロテスタント支配階級に制限され排他的な体制を持っていた19世紀から20世紀前半にかけて、当時授業料無償であったこの大学に、ヨーロッパでの迫害を逃れ移民して来た聡明なユダヤ人子弟が大挙して集った。その輝かしい学術業績が彼ら労働者階級出身の学生によって成し遂げられたものであったため、ニューヨーク・タイムズにより「プロレタリアのハーバード」(“Harvard of the Proletariat”)と称された。また、この時期にカナダへまたがるユダヤ人組織シグマ・アルファ・ミューが設立された。
1930年代から1950年代にかけては、政治的急進主義として知られ、トロツキズムとスターリニズムの社会議論の場として活況を呈した。同時期の卒業生は後に「ニューヨーク知識人」集団となり、「ネオコン」と呼ばれるアメリカの新保守主義(Neoconservatism)に影響を与える事になる。
現在はユダヤ人の他、アフリカ系アメリカ人やラテン系アメリカ人、東欧諸国からの移民、アフリカ、アジアからの留学生など様々な学生が学び、「社会に開かれた大学」というハリスの建学の理念が受け継がれている。学内には「ハーレム大学」(“Harlem University”)の名称を掲げる1969年設立の学生自治会がある。
2004年、元アメリカ大統領ビル・クリントン氏が法学の名誉博士号を授与された。
2005年、卒業生であるロバート・オーマン博士がノーベル経済学賞を受賞した。

## キャンパス
大学の中核は、ニューヨーク市マンハッタンの北西部ハーレム地区の小高い丘の上に位置し、セントニコラス公園の西側に隣接する。緑多い美しいキャンパスの東端からは、ハーレムの街を一望することができる。設立当初の1849年から1907年までキャンパスはレキシントン街の23丁目に所在したが、ニューヨーク市のアップタウン開発とキャンパス拡張という意向により、1906年に現在の場所（当時はManhattanvilleと呼ばれる村であった）に移転した。1907年に創建されたネオ・ゴシック建築のShepard Hallを始め、1920年代のハーレム・ルネサンス期から変わらないアカデミックな校舎群が現在も使用されている。それらの建物の屋根には600個のガーゴイルが施されている。
デューク・エリントンの「A列車で行こう」にも歌われた、ハーレムの高級住宅街であるシュガーヒルの最高峰がこの辺り。地下鉄の最寄り駅は「137th Street City College」で、コロンビア大学から僅か2駅の1キロメートル程の距離にある。マンハッタンのダウンタウンに社会人向けの一部のクラスが行われるキャンパス、ニューヨーク市立大学大学院センターがある。
旧北キャンパスが、1981年に市の記念建築物に、1984年に州と連邦政府の歴史建築物に指定された。ハーレム地区の観光名所の一つとなっている。
南キャンパス内に、ジャズ音楽、演劇などが上演されるニューヨーク市管轄のアーロン・デービス・ホールがある。
2006年秋に南キャンパス内に学生寮The Towers at CCNYが竣工。
キャンパスの東側はセント・ニコラス・パークという斜面になった公園で、キャンパスは高台になっている。

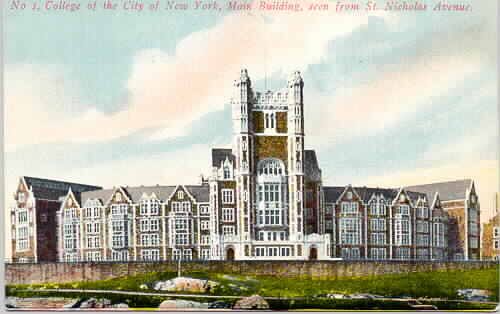
セントニコラス通りから見る1900年代初頭のシェパード・ホール（Shepard Hall）

### 歴史的建造物
- シェパード・ホール（Shepard Hall） - 尖塔が聳えるキャンパスのランドマーク。建物内部にはThe Great Hallと呼ばれる大聖堂がある。
- Baskerville Hall
- Compton Hall
- ハリス・ホール（Harris Hall） - 創設者タウンゼント・ハリスに因み名付けられた。
- Wingate Hall
- アレクサンダー・S・ウェブ像 - 第2代目学長であるアレクサンダー・S・ウェブの銅像がキャンパスのシンボルの一つとなっている。

## 組織

### 教育機関
シティ・カレッジは以下の5つのスクールで構成されている。
- School of Liberal Arts and Sciences（人文科学、自然科学）
  - Center for Worker Education（社会人教育センター）
  - Humanities and Arts（人文科学）
  - Science（理学）
  - Social Science（社会科学）
- School of Education（教育学）
- Grove School of Engineering（工学） - 2005年に卒業生であるインテルの共同創業者アンドルー・グローヴ氏が2千6百万ドルという巨額を工学部に寄与した。グローヴ・スクールの名称は彼の名前に因み名付けられた。
- School of Architecture（建築学）
- Sophie Davis School of Biomedical Education（医学）

### 研究機関
- ニューヨーク生医工学センター (New York Center for Biomedical Engineering)
- 水源環境調査センター (The Center for Water Resources and Environmental Research)
- 環境資源開発国際センター (The International Center of Environmental Resources and Development)
- 地震工学センター (Earthquake Engineering Center)
- 燃料清掃研究所 (The Clean Fuels Institute)
- コリン・パウエル政策学センター (The Colin Powell Center for Policy Studies)
- ドミニカ学研究所 (Dominican Studies Institute) - ドミニカ共和国研究が行なわれている。専門図書館を併設する。
- フランス言語・文化センター (The French Language and Cultural Center)
- 社会人教育センター (The Center for Worker Education)
- 成人・生涯学習 (Adult and Continuing Education at The City College)
- 大学史資料センター
- 日本文化資料室 - 北学術センター内の日本文化資料室には、ハリスが日本駐在時に作らせたとされる最初の日本製星条旗を始め、書き残した書状や所有物など日本開国当時を知るための貴重な資料が展示、保存されている。資料室は許可を受ければ一般客も自由に見学できる。毎年春に催される「シティ・カレッジ桜祭り」には在ニューヨーク日本国総領事の訪問や桜の植樹、ハリスの赴任地であった静岡県下田市との交流が行われる。

## 大衆文化

### 映画
- ウォール街 - 登場人物Gordon Gekkoが"not bad for a City College boy"と言及
- カクテル - 登場人物Brian FlanaganがCCNYにて学ぶ
- 運命の逆転 - CCNY School of Architectureがハーバード大学のキャンパスとして撮影された
- ザ・ロイヤル・テネンバウムズ - 物語の大部分がキャンパス及びその周辺で撮影された
- 25時 - 多くのシーンがShepard Hallにて撮影された

### テレビ
- ロー&オーダー - 大部分がキャンパスにて撮影された

### 文学
- アレン・ギンズバーグ - 作品の中でCCNYを言及

### 音楽
- ルー・リード - "Leave Me Alone"の歌詞に"The last time I saw you was by CCNY."とある

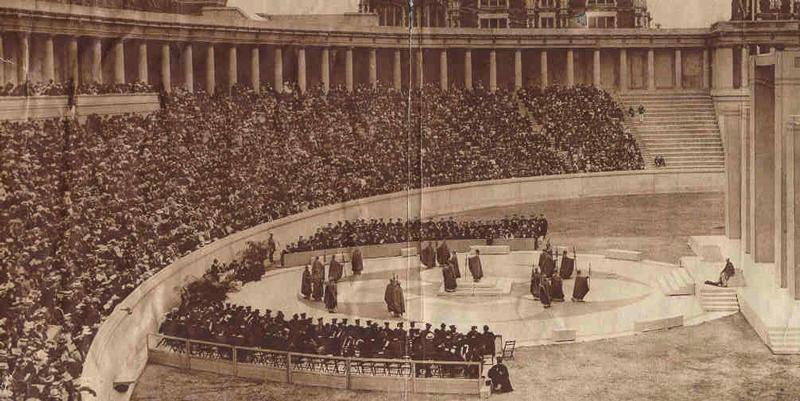
旧シティカレッジ・スタジアム(Adolph Lewisohn Stadium)。現在は同敷地に北学術センターがある

## 主な出身者

### ノーベル賞受賞者

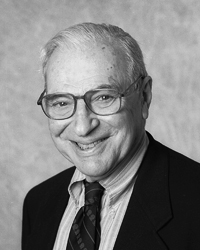
ケネス・アロー

- ジュリアス・アクセルロッド - ノーベル生理学・医学賞 1933 - 1970
- ケネス・アロー - ノーベル経済学賞 1940 - 1972
- ロバート・オーマン - ノーベル経済学賞 1950 - 2005
- ハーバート・ハウプトマン - ノーベル化学賞 1937 - 1985
- ロバート・ホフスタッター - ノーベル物理学賞 1935 - 1961
- ジェローム・カール - ノーベル化学賞 1937 - 1985
- アーサー・コーンバーグ - ノーベル生理学・医学賞 1937 - 1959
- レオン・レーダーマン - ノーベル物理学賞 1943 - 1988
- アーノ・ペンジアス - ノーベル物理学賞 1954 - 1978
- ジュリアン・シュウィンガー (コロンビア大学へ転校) - ノーベル物理学賞 1965

### 政治・経済・社会
- エイブラハム・ビーム - ニューヨーク市長 (1974年 - 1977年)
- フェリックス・フランクファーター - 法学者、ハーバード大学教授、アメリカ合衆国最高裁判所、陪席裁判官
- エド・コッチ - ニューヨーク市長 (1978年 - 1989年)
- アーヴィング・クリストル - ネオコンの創始者
- ヘンリー・キッシンジャー（ハーバード大学へ転校） - アメリカ合衆国国務長官 (1973年 - 1977年)
- エイブラハム・フォックスマン - 合衆国最大のユダヤ人団体の最高責任者
- コリン・パウエル - 政治家、元軍人、アメリカ合衆国統合参謀本部議長 (1989年 - 1993年)、アメリカ合衆国国務長官 (2001年 - 2005年)
- ロバート・ファーディナンド・ワーグナー - 政治家、法学者、アメリカ合衆国議会上院議員、ワグナー法を起草
- ジョージ・ワシントン・ゲーソルズ - パナマ運河初代総督
- スティーヴン・サミュエル・ワイズ - ユダヤ教改革派運動の指導者
- ヘンリー・モーゲンソウ - 外交官

### 学術界
- ダニエル・ベル - 社会学者、ハーバード大学名誉教授
- ジョナス・ソーク - ポリオ・ワクチンを開発
- ソロモン・アッシュ - 社会心理学を開拓
- ミルトン・ダイアモンド - 生物学者、性科学者
- シーモア・M・リプセット - 社会学者、政治学者
- ロバート・ローウィ - 人類学者
- レオン・フェスティンガー - 心理学者
- チャールズ・プーア - 天文学者
- ロバート・カーン - TCP/IPプロトコルを開発
- ハーマン・ホレリス - タビュレーティングマシンを開発

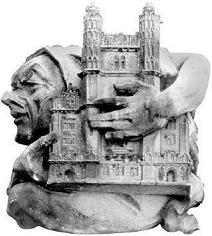
1906年竣工の校舎に施されたShepard Hallのモデルを抱える石製グロテスク

### 文化・芸術・ジャーナリズム
- アイラ・ガーシュウィン - 作詞家
- ルイス・ガスマン - 俳優
- エドワード・G・ロビンソン - 俳優
- リチャード・シフ - 俳優
- イーライ・ウォラック - 俳優
- アプトン・シンクレア - 作家
- ヘンリー・ミラー (中退) - 小説家
- エイブ・ローゼンタール - ニューヨーク・タイムズ編集局長 (1977年 - 1988年)
- マリオ・プーゾ - 作家
- アルフレッド・スティーグリッツ - 近代写真の父
- ベン・シャーン - 画家、写真家
- ジャッキー・メイソン - コメディアン
- エイブラハム・ポロンスキー - 脚本家、映画監督
- スタンリー・キューブリック (中退) - 映画監督
- アーネスト・レーマン - 脚本家
- ベン・ギャザラ (中退) - 俳優
- ブロック・ピーターズ (中退) - 俳優
- バーネット・ニューマン - 美術家
- コーネル・ワイルド (中退) - 俳優、映画監督
- ウィリアム・ジョージ・ジョーダン - エッセイスト
- ラルフ・ギンズバーグ - 作家、ジャーナリスト
- エドワード・R・ブレイスウェイト - 作家
- ラリー・コーエン - 映画監督

### 実業界
- アンドルー・グローヴ - インテルの共同創業者
- アルバート・ウォルスキー - 映画衣装デザイナー

### スポーツ界
- レッド・ホルツマン - 元NBA

### 日本関係者
- 中川三郎 - 洋舞家
- 青木廣彰 - BENIHANAの創業者
- ミチオ・カク (物理学科教授) - 物理学者

### 教員
- アレクサンダー・S・ウェブ - 南北戦争のアメリカ合衆国ジェネラル
- バートランド・ラッセル - ノーベル文学賞 1950
- ジェス・ダグラス (数学科教授) - 数学者
- ベル・フックス (文学部教授) - 作家、フェミニスト、社会活動家
- ロン・カーター (音楽学部教授) - ジャズ演奏者

## その他
- 北正門のすぐ東側には、「アメリカ建国の父（ファウンディング・ファーザーズ）」の一人と言われる初代財務長官アレクサンダー・ハミルトン邸がある。
- キャンパスの歴史的建築の設計は、ボザール様式で有名なジョージ・B・ポスト。
- 体育会チームはCCNYビーバーズと呼ばれており、マスコットキャラクターはビーバーである[2]。